# Ірен Адлер
Іре́н А́длер (англ. Irene Adler), у шлюбі Нортон — вигадана персонажка шотландського письменника Артура Конан Дойла, що з'являється в оповіданні «Скандал у Богемії», опублікованому в липні 1891 року. Є однією з найвизначніших персонажок у циклі книг про Шерлока Холмса попри те, що з'являється лише в одній історії. Ірен Адлер зуміла розгадати задум Шерлока Холмса, коли той під виглядом священика, пораненого в бійці з жебраками, проник до її будинку, і втекла.
Холмс вважав цю справу своєю поразкою (попри те, що домігся своєї головної мети), а про Ірен Адлер говорив: «Ця жінка», а замість винагороди, запропонованої королем Богемії, волів узяти її фотографію. «Адлер» (нім. Adler) у перекладі з німецької означає «орел».
В оригінальному оповіданні Дойля Ватсон зазначає, що Холмс не має романтичного інтересу до Адлер або до жінок загалом, вказуючи на те, що детектив лише платонічно захоплюється її дотепністю та хитрістю. Але у фільмі «Шерлок Холмс» 2009 року стосунки Холмса й Адлер переросли з простого сюжету з фотографією в цілу романтичну історію.
Ірен Адлер з'являється тільки в «Скандал у Богемії». Її ім'я коротко згадується в «Установлення особи», «Блакитний карбункул» та «Його останній уклін».

## Біографія вигаданого персонажа
Відповідно до сюжету оповідання «Скандал у Богемії», Ірен Адлер народилася в Нью-Джерсі або Челсі, Лондон, у 1858 році. Вона мала кар'єру в опері як контральто і сопрано, почала виступати в оперному театрі Ла Скала в Мілані, Італія. Потім була примадонною в Імператорській опері у Варшаві, Польща, що вказує на талант. Саме там вона стала коханкою Вільгельма Готцрайха Сигізмунда фон Ормштейна, великого герцога Кассель-Фельштейна і короля Богемії (тоді ще лише наслідуваного принца), який деякий час перебував у Варшаві.
Король описує її як «добре відому авантюристку» (термін, що широко використовувався на той час у двозначній асоціації з «куртизанкою»), а також говорить, що вона мала «обличчя найкрасивішої з жінок і розум найрішучішої з людей». Сама ж Ірен стверджувала, що її навчали як акторку, вона «часто» маскувалася чоловіком, щоб «скористатися свободою». Король пізніше повернувся до свого двору в Празі, тоді як Адлер, якій тоді було приблизно 20 років, покинула оперну сцену та переїхала до Лондона. Там вона одружується з Годфрі Нортоном.
У 1888 році 30-річний король має намір одружитися з Клотильдою Лотман фон Сакс-Майнінген, другою дочкою короля Скандинавії; загроза одруженню існувала б, якби з'ясувались його попередні стосунки з Адлер, і король боїться, що Ірен може його шантажувати.

## Прототипи персонажки

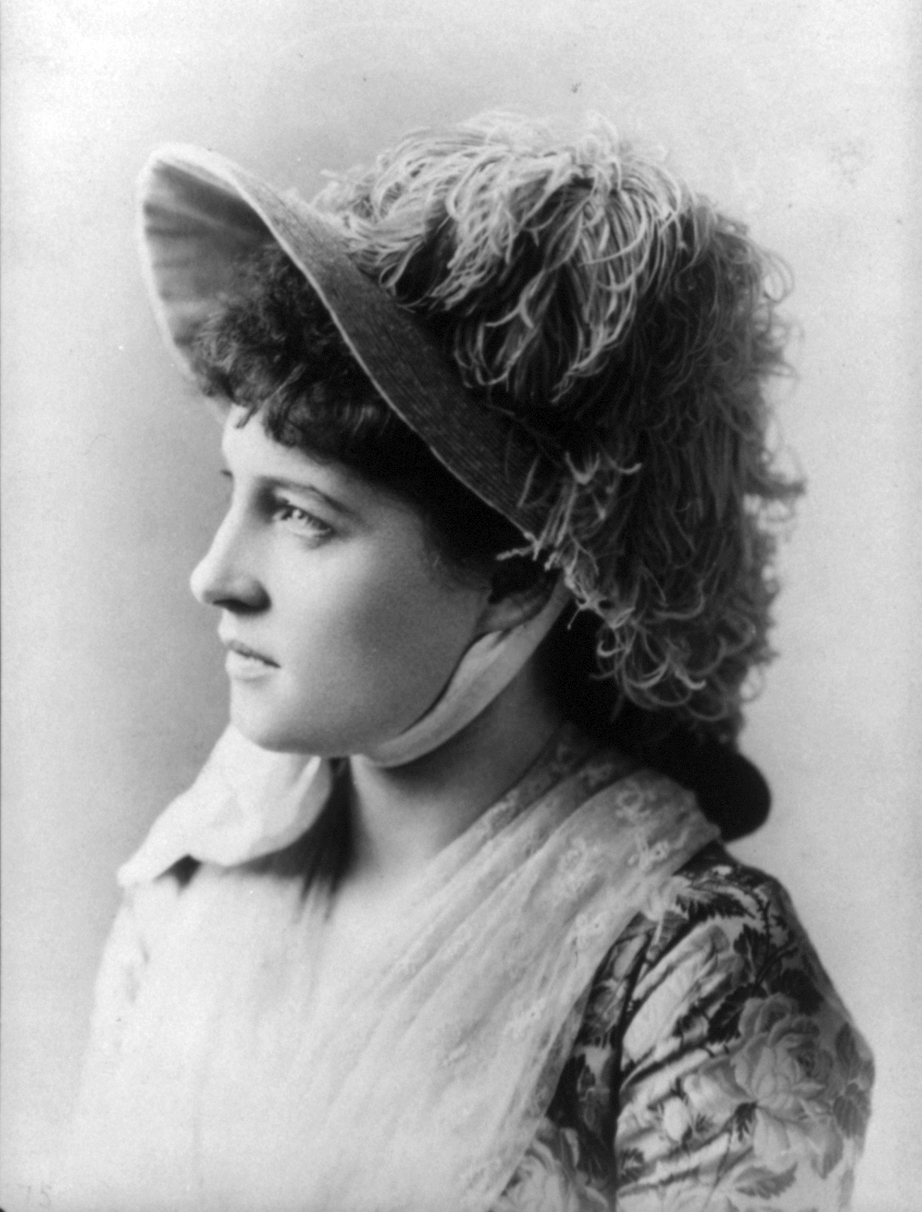
Ліллі Ленгтрі (близько 1882 року), одна з можливих моделей Ірен Адлер

Кар'єра Адлер як театральної артистки, яка стає коханкою могутнього аристократа, мала кілька прецедентів. Одна з них — Лола Монтез, танцюристка, яка стала коханкою Людвіга I Баварського та вплинула на національну політику. Кілька авторів роблять припущення, що персонажка Адлер відсилає до Монтез.
Інше припущення — акторка Ліллі Ленгтрі, коханка Едуарда, принца Уельського. У 1957 році Джуліан Вольф, член літературного товариства «Іррегуляри з Бейкер-стріт» (англ. The Baker Street Irregulars), пише, що було добре відомо, що Ленгтрі народилася в Джерсі (її називали «Джерсійською Лілією»), а Адлер народилася в Нью-Джерсі. Пізніше Ленгтрі мала ще кількох аристократичних коханців, і її стосунки з ними обговорювалися в пресі за кілька років до того, як була опублікована історія Дойла. Ще одне припущення — танцюристка Людмила Штубель, ймовірна коханка, а згодом дружина ерцгерцога Австрії Йоганна Сальватора.

## Акторки, які зіграли Ірен Адлер

### Радіо
| Ім'я             | Назва                                              | Дата     | Мережа      |
| ---------------- | -------------------------------------------------- | -------- | ----------- |
| Маріан Селдес    | CBS Radio Mystery Theatre — «A Scandal in Bohemia» | 1977 рік | Радіо CBS   |
| Сара Бадель      | Пригоди Шерлока Холмса — «Скандал у Богемії»       | 1990 рік | BBC Radio 4 |
| Мері Джей Блайдж | Шерлок Гноми                                       | 2018 рік | Paramount   |

### Театральні вистави
| Ім'я         | Назва        | Дата     | Тип              |
| ------------ | ------------ | -------- | ---------------- |
| Інга Свенсон | Бейкер Стріт | 1965 рік | Мюзикл (Бродвей) |

### Телевізійні та DTV фільми
| Ім'я                | Назва                                           | Дата     | Тип                                |
| ------------------- | ----------------------------------------------- | -------- | ---------------------------------- |
| Шарлотта Ремплінг   | Шерлок Холмс у Нью-Йорку                        | 1976 рік | Телевізійний фільм (американський) |
| Енн Бакстер         | Маски смерті                                    | 1984 рік | Телевізійний фільм (британський)   |
| Морган Ферчайлд     | Шерлок Холмс і головна жінка                    | 1992 рік | Телевізійний фільм                 |
| Ліліана Коморовська | Королівський скандал                            | 2001 рік | Телевізійний фільм (канадський)    |
| Анна Канцлер        | Шерлок Холмс і нерегулярні особи з Бейкер-стріт | 2007 рік | Телевізійний фільм (британський)   |

### Телесеріали
| Ім'я                                                      | Назва                                                     | Дата           | Країна               |
| --------------------------------------------------------- | --------------------------------------------------------- | -------------- | -------------------- |
| Ольга Едвардс                                             | Шерлок Холмс — «Скандал у Богемі»                         | 1951 рік       | Великобританія       |
| Лариса Соловйова                                          | Пригоди Шерлока Холмса та доктора Ватсона — «Скарби Агри» | 1983 рік       | СРСР                 |
| Гейл Ганікутт                                             | Пригоди Шерлока Холмса — «Скандал у Богемі»               | 1984 рік       | Великобританія       |
| Лара Пулвер                                               | Шерлок — " Скандал в Белгравії "                          | 2012 рік       | Великобританія       |
| Лара Пулвер                                               | Шерлок — " Знак трьох "                                   | 2014 рік       | Великобританія       |
| Наталі Дормер                                             | Елементарно                                               | 2013-2015 роки | США                  |
| Лянка Гру                                                 | Шерлок Холмс                                              | 2013 рік       | Росія                |
| Рі Міядзава                                               | Шерлок Холмс                                              | 2014-2015 роки | Японія               |
| Майя Сакамото                                             | Справа № 221: Кабукічо                                    | 2019 рік       | Японія               |
| Лара Пулвер / Емілі Блант / Джонелл Елліотт / Шеллі Блонд | Кешвіль                                                   | 2023 рік       | Великобританія / США |

### Театральні фільми
| Ім'я            | Назва                   | Дата     | Країна               |
| --------------- | ----------------------- | -------- | -------------------- |
| Рейчел МакАдамс | Шерлок Холмс            | 2009 рік | Великобританія / США |
| Рейчел МакАдамс | Шерлок Холмс: Гра тіней | 2011 рік | Великобританія / США |